# Osmany Betancourt Falcón (Lolo)
Osmany Betancourt Falcón "Lolo" es un artista plástico cubano contemporáneo.

## Biografía
"Lolo" nació en Versalles, Matanzas, en 1973. Comenzó su formación artística a los 12 años de edad, en la Escuela Vocacional de Arte de Matanzas, continuando sus estudios en la Escuela Nacional de Artes Plásticas de La Habana, donde se graduó de Escultor y Dibujante en 1992. Es miembro de la Unión Nacional de Escritores y Artistas de Cuba (UNEAC) desde el año 2001. Ha participado en más de 40 exposiciones colectivas. 
En el 2011 le fue otorgado el Premio Provincial de Artes Plásticas de Matanzas por el Consejo de Artes Plásticas de la provincia. Los temas sociales y la cotidianeidad están presentes en su obra, interpretados con un estilo expresionista. Suele emplear figuras humanas.

## Exposiciones personales
- 1995. Forma y fuego, Galería Arte Sol y Mar, Varadero. Cuba.
- 2001. La epifanía de lo terrible, Galería Suyu. Habana. Cuba.
- 2002. El sabor de lo oscuro, Galería Colón, Matanzas, Cuba.
- 2003. Espejo, Galería Provincial Pedro Esquerré, Matanzas, Cuba.
- 2003. Materia sufriente, Museo Nacional de la Cerámica Contemporánea Cubana, Castillo de la Real Fuerza. Habana, Cuba.[4]
- 2009. La Comparsa, Galería Collage Habana, Habana, Cuba.
- 2010. La Comparsa, Galería Provincial Pedro Esquerré, Matanzas, Cuba.
- 2011. De ángeles y demonios. Galería Arte, Sol y Mar, Varadero, Matanzas. Cuba.
- 2011.	La suerte de los desafíos. Museo de Arte de Matanzas. Cuba.
- 2011. Rostro en la memoria. Sala expositiva Academia de Artes Plásticas Roberto Diago. Matanzas. Cuba
- 2013. En Materia del Lolo, Galería de Arte Jagüey Grande, Matanzas, Cuba.
- 2014. Retrospectiva, Centro Hispanoamericano de la Cultura, La Habana, Cuba.

## Premios
| Año       | Evento                                           | Obra                                          | Premio                  |
| --------- | ------------------------------------------------ | --------------------------------------------- | ----------------------- |
| 2001-2002 | VI Bienal de Cerámica Amelia Peláez              | Del otro lado, 2001                           | Premio especial         |
| 2002      | Bienal La Vasija                                 | Encuentro, 2002                               | Primer premio ex aequo  |
| 2004      | VII Bienal de Cerámica Amelia Peláez             | Retrato de familia, 2004                      | Primer premio           |
| 2005      | Bienal La Vasija                                 | Calle Cuba entre Capricho y Buena vista, 2005 | Primer premio           |
| 2006      | VIII Bienal de Cerámica Amelia Peláez            | La comparsa, 2006                             | Primer premio           |
| 2007      | Bienal La Vasija                                 | Estilo propio, 2007                           | Segundo premio ex aequo |
| 2008      | IX Bienal de Cerámica Amelia Peláez              | Imagen de un destino, 2008                    | Premio especial         |
| 2010      | X Bienal de Cerámica, Esculturas e Instalaciones | Sargento, 2010                                | Primer premio ex aequo  |